# Dansk Film-Avis nr. 538
Dansk Film-Avis nr. 538 er en ugerevy produceret UFA.
Dansk Film-Avis var en dansk produceret nazistisk ugerevy, der udkom i årene 1941-1945. Den bestod typisk af tre dele: dansk stof, optaget af danske kameramænd, tysk stof fra Tyskland og reportager fra fronten, produceret af Deutsche Wochenschau.

## Handling
1. 8000 danske arbejdere er fra Tyskland ankommet på juleorlov, stemningen er høj i togene og ved færgen.
2. Fodboldspillernes julestævne i Københavns Idrætspark sætter rekord med 11.000 tilskuere. Svend Frederiksen fra Frem scorer sejersmålet og vinder dermed over B.93.
3. Sukkervarefabrikken i juletravlheden. Mange flitttige hænder laver juletræspynt: hvordan en juletræskugle bliver til.
4. Juleudstilling i et stort varehus i Berlin.
5. Japans kejser inspicerer sine tropper. England og USA har skaffet sig en modstander, som ikke er til at spøge med.
6. Fra den finske front: Rensdyr er gode hjælpere for de finske og tyske soldater. Kampe i Karelen. Forsyninger skal frem til de tyske og finske soldater.